# Грискирхен (округ)
Грискирхен (нем. Bezirk Grieskirchen) — округ в Австрии. Центр округа — город Грискирхен. Округ входит в федеральную землю Верхняя Австрия. Занимает площадь 578,99 кв. км. Население 42 100 чел. Плотность населения 73 человек/кв.км.

## Административные единицы
Общины
1. Айстерсхайм (786)
2. Бад-Шаллербах (3287)
3. Брукк-Вазен (2302)
4. Эшенау (1176)
5. Гальспах (2575)
6. Гаспольтсхофен (3609)
7. Гебольтскирхен (1412)
8. Грискирхен (4807)
9. Хаг-ам-Хаусрукк (2047)
10. Хайлигенберг (710)
11. Хофкирхен-ан-дер-Тратнах (1510)
12. Кальхам (2543)
13. Кематен-на-Инбахе (1262)
14. Меггенхофен (1236)
15. Михельнбах (1232)
16. Наттернбах (2338)
17. Нойкирхен-на-Вальде (1686)
18. Ноймаркт (1447)
19. Пойербах (2234)
20. Польхам (915)
21. Пёттинг (541)
22. Прам (1840)
23. Роттенбах (1009)
24. Шлюсльберг (2998)
25. Санкт-Агата (2119)
26. Санкт-Георген-бай-Грискирхен (967)
27. Санкт-Томас (460)
28. Штеген (1124)
29. Тауфкирхен-ан-дер-Траттнах (2093)
30. Толлет (871)
31. Вайценкирхен (3660)
32. Валлерн-ан-дер-Траттнах (2874)
33. Вайберн (1587)
34. Вендлинг (833)